# Steinsdorff (Adelsgeschlecht)

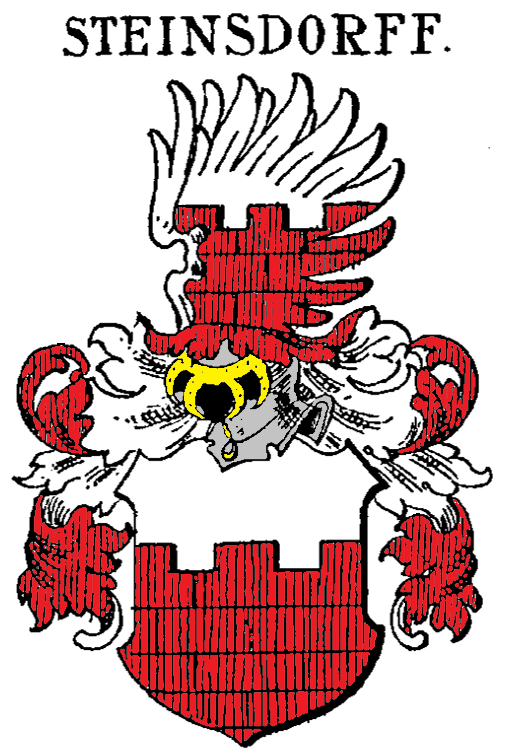
Wappen derer von Steinsdorff in Siebmachers Wappenbuch (nachkoloriert)

Steinsdorf(f) ist der Name eines ursprünglich böhmischen Adelsgeschlechts, das in den erblichen Ritter- und Freiherrenstand erhoben wurde und in Folge der Gegenreformation in Böhmen Anfang des 17. Jahrhunderts in Schlesien, im Vogtland, der Oberpfalz und später in Brandenburg, Mecklenburg und Bayern ansässig wurde.

## Geschichte
Die Stammreihe beginnt mit dem kaiserlichen Oberstleutnant Adam von Steinsdorf auf Uteritz, der um 1520 lebte. Seine Nachkommen waren der Kaiserliche Rat Anselm von Steinsdorf auf Deutsch-Kilmes, sowie Caspar von Steinsdorf auf Mereditz, Stöltz und Deutsch-Kilmes. Der kaiserliche Hauptmann Wolf Adam von Steinsdorf auf Wickwitz wanderte mit seinem Sohn aus Böhmen aus. Die Söhne von Caspar waren der Generalmajor Carl Heinrich Freiherr von Steinsdorf, 1696 Kommandant der Festung Raab und Jobst Heinrich von Steinsdorf, 1686 kaiserlicher Hauptmann. Dessen Tochter Susanna Ludomire heiratete 1680 Christoph Heinrich von Watzdorf.
Am 19. August 1674 verlieh der Kaiser Leopold I. in Wien den Brüdern Karl Heinrich und Kaspar Heinrich von Steinsdorff den Freiherrenstand für das Reich und die Erblande, die Anrede "Wohlgeboren", sowie das "privilegium denominandi". Der königlich-bayerische Sekretär im Außenministerium Carl Sigmund Joseph von Steinsdorf (* 7. April 1784) erlangte, in Folge der Anerkennung des 1722 vom österreichischen Generalfeldzeugmeisters Freiherr von Steinsdorf nachgewiesenen Adels, die Eintragung in die Adelsmatrikel des Königreichs Bayern.

## Besitzungen (Auswahl)
- Udritsch im Elbogener Kreis (1560)[6]
- Steinsdorf im Fürstentum Neisse (1640)
- Tadelwitz im Fürstentum Münsterberg (1698)
- Petrikau im Weichbild Nimptsch (1712)
- Tarchwitz im Fürstentum Münsterberg (1778)
- Polnisch-Jägel im Weichbild Strehlen (1779)[7]
- Gottberg (Märkisch Linden) in Brandenburg
- Linstow (Dobbin-Linstow) in Mecklenburg[8]

## Wappen
Blasonierung: In Silber eine rote Steinmauer mit drei Zinnen. Auf dem Helm mit rot-silbernen Helmdecken ein geschlossener Flug bezeichnet wie der Schild.

## Stammreihe
1. Adam von Steinsdorf auf Uteritz, kaiserlicher Oberstleutnant, ⚭ NN von Haberland
  1. Anselm von Steinsdorf auf Deutsch-Kilmes, kaiserlicher Rat, ⚭ Susanna Sybilla von Metzradt
    1. Caspar von Steinsdorff auf Mereditz, Stöltz und Deutsch-Kilmes, ⚭ Margaretha von Stöltz
      1. Wolf Adam von Steinsdorff auf Wickwitz, 1609 kaiserlicher Hauptmann, ⚭ NN
        1. Caspar von Steinsdorff (* 1605), ⚭ Maria Sophia von Dobeneck und Rotha (1620–1705)
          1. Carl Heinrich von Steinsdorff (* 1653), Generalmajor, ⚭ Brigitta Amalia von Zettwitz
          2. Jobst Heinrich von Steinsdorff, 1689 kaiserlicher Hauptmann
          3. Susanna Ludomira von Steinsdorff, ⚭ 1680 Christoph Heinrich von Watzdorf[9]

## Persönlichkeiten
- Gustav von Steinsdorff (1825–1897), preußischer Generalmajor
- Kaspar von Steinsdorf (1797–1879), Jurist und Bürgermeister von München
- Sibylle von Steinsdorff (1934–2016), deutsche Philologin
- Maximilian von Steinsdorf (General, 1808) (1808–1889), deutscher Generalmajor
- Maximilian von Steinsdorf (General, 1852) (1852–1919), deutscher Generalmajor
- Oskar von Steinsdorf (* 1857), bayerischer Generalmajor[10]
- Silvia von Steinsdorff, deutsche Politikwissenschaftlerin

## Genealogie
- Wilhelm von Schiber-Burkhardsberg, Maximilian von Steinsdorff: Die v. Steinsdorff. Versuch einer geschichtlichen Würdigung der Familie v. Steinsdorff aus dem Vogtlande. München 1932. Manuskriptdruck.
- Hans Friedrich von Ehrenkrook, Carola von Ehrenkrook, Friedrich Wilhelm Euler, Jürgen von Flotow, Walter von Hueck, u. a.: Genealogisches Handbuch der Adeligen Häuser. B. (Briefadel). 1956, Band II, Band 12 der Gesamtreihe GHdA, Hrsg. Deutsches Adelsarchiv, C. A. Starke Verlag, Glücksburg (Ostsee) 1956, S. 456 ff.